# Brug 2395
Brug 2395 is een bouwkundig kunstwerk in Amsterdam Nieuw-West.
De brug kent grotendeels de geschiedenis van Brug 1571 en Brug 1572; ze ligt in het buitengebied, Tuinen van West. De Baron Schimmelpenninck van der Oyeweg, dan een soort landweg, verzorgde sinds 1970 de toegang tot het Nieuwe Bijenpark. Toegang vanaf de weg naar het park werd verzorgd door een dam, vermoedelijk met duikers, over twee afwateringssloten. Toen de gemeente Amsterdam, die in 1921 het gebied annexeerde van Sloten, het gebied in de 21e eeuw tot recreatiegebied wilde ontwikkelen, paste het de infrastructuur aan. In plaats van een dam met duiker werd een brug neergelegd, brug 2395. De brug heeft daarbij dezelfde opbouw als de eerdergenoemde bruggen 1571 en 1572, maar is een versimpelde uitvoering daarvan. De brug functioneert alleen als in- en uitgang van het volkstuinencomplex en kreeg daarom een lichtere uitvoering. De brug hangt tussen twee betonnen landhoofden en heeft een betonnen overspanning. Daarop zijn middels een staalconstructie metalen balustrades geplaatst; afgerond met een houten leuning. De balustrades wijken enigszins naar buiten. Het rijdek is van asfalt. De ontwerper van deze brug uit circa 2013 is vooralsnog onbekend.

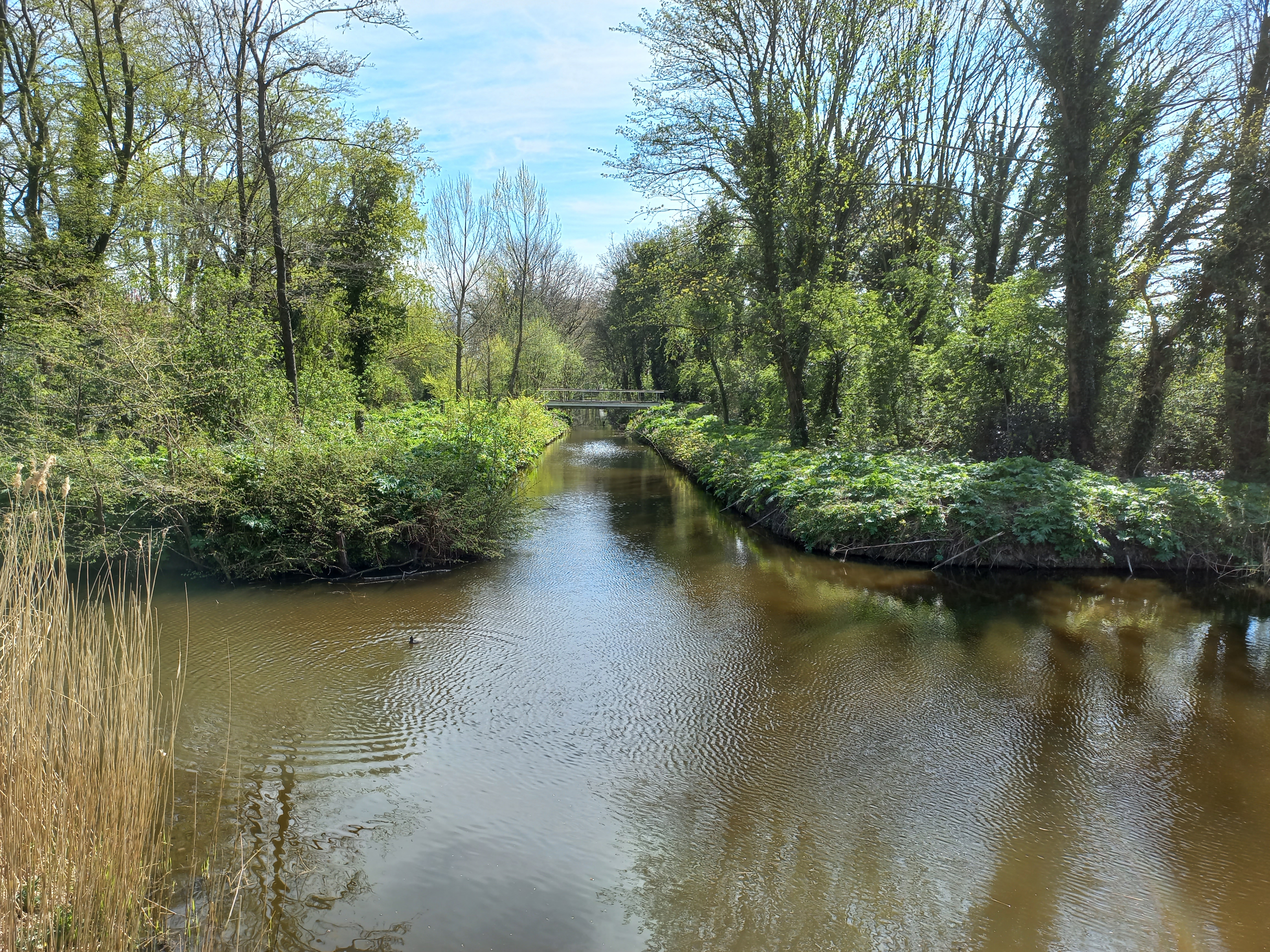
Omgeving brug 2395 (april 2022)